# ميناء الحديدة

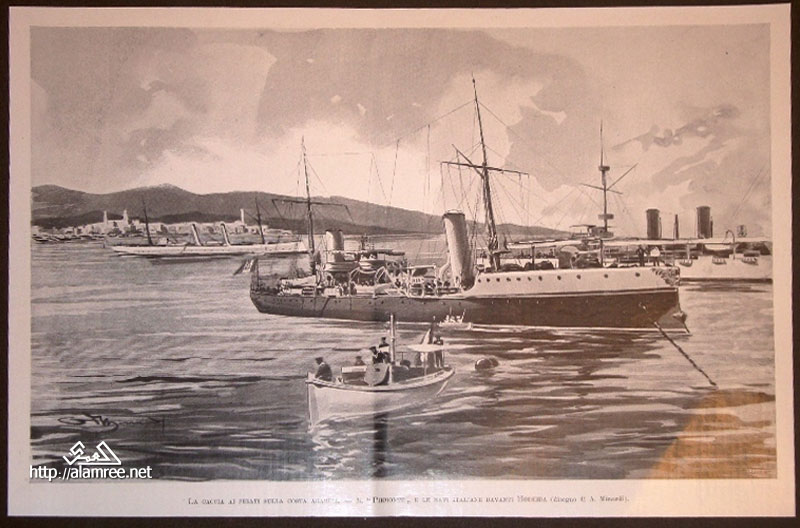
ميناء الحديدة عام 1902

ميناء الحديدة يقع الميناء في منتصف الساحل الغربي لليمن على البحر الأحمر على خط عرض 14.50 درجة شمالاً، وعلى خط طول 42.56 درجة شرقاً ويحميه من الظواهر الطبيعية امتداد رأس الكثيب من الناحية الغربية، وساحل مدينة الحديدة من الجوانب الشمالية والشرقية الجنوبية، وقد أنشئ في عام 1961 بالتعاون مع الاتحاد السوفيتي.

## وصف الميناء
تحتل مدينة الحديدة الساحلية ومينائها البحري على ساحل البحر الاحمر موقعاً جغرافياً متوسطاً بين المحافظات الشمالية ذات الكثافة السكانية العالية مكنها لان تلعب دوراً هاماً وحيوياً في الإسراع بعجلة التنمية لتصبح ومن خلال هذا الدور إحدى أهم الموانئ اليمنية والبوابة الرئيسية على البحر الأحمر والتي تطل اليمن من خلالها على العالم الخارجي وتمر عبرها ومن خلالها مختلف الصادرات والواردات وكل ما تطلبته عملية النمو والازدهار التي شهدتها وتشهدها اليمن في الماضي والحاضر.

### البيانات الأساسية
- توقيت المنطقة: جرينتش + 3 ساعات.

- كود الموجه (VHF)14-16 C.H

### توافق الميناء مع المدونة الدولية (ISPS)
- رقم التعريف:4-2010

- تاريخ الموافقة 13 FUB 2010

## خصائص طبيعية
-مناخ البحر الأحمر صحراوي طيلة السنة ومعدل الحرارة 22 درجة مئوية في الشتاء، كما أن الرطوبة النسبية تتراوح ما بين 60-80% طول العام - وتصل الحرارة العظمى إلى 46درجة مئوية والصغرى إلى 15 درجة ونسبة هطول الأمطار في المناطق الساحلية قليلة.
أ‌-الطقس: دافئ نسبياً في فصل الصيف ومعتدل في فصل الشتاء
ب‌-كثافة الماء النسبية: 1.025 tons/m
ج‌-موسم الأمطار: تسقط الامطار بكميات قليلة ويقع موسم سقوط الامطار في شهر (يناير، يوليو، أغسطس، ديسمبر) ويتراوح معدلها بين 60-150ملم سنوياً.
د‌-متوسط المد والجزر 0.8m

## الموقع
يقع ميناء الحديدة جنوب شرق البحر الأحمر في منتصف الساحل اليمني للبحر الأحمر اليمنى تقريباً - شمال خط الاستواء على خط عرض14درجة و50 دقيقة شمالاً وخط طول 42درجة و56 دقيقة شرقاً ويرتبط بقناة ملاحية بطول 11 ميلاً بحرياً وعرض 200 متر وحوضاً للاستدارة بقطر 400م تصل الميناء بمناطق انتظار.

## المميزات
ينفرد ميناء الحديدة بعدد من المميزات تخصه عن غيره من الموانئ من حيث:-
1. موقعة الاستراتيجي وقربة من الخطوط الملاحية العالمية
2. محمي حماية طبيعية من الأمواج والتيارات المائية.
3. غير معرض للرياح الموسمية.

## المقومات الخاصة
- إجمالي المساحة..(314,955,726) متر 2 .

- المساحة المائية.. (307,455,726) متر 2 .

- المساحة الأرضية 7.5 مليون متر 2 .

## المقومات الإنتاجية
الطاقة التصميمية القصوى (9.000.000) طن.
- للبضائع:

(عامة 1.000.000) طن
(صب جاف 1.500.000) طن
(صب سائل 4.000.000) طن
(بضائع محواه 2,500,000) طن
- للحاويات:

(280,000) حاوية مكافئة.
- نشاط السياحة والركاب:

عدد سفن الركاب والسياحة (10) سفن سنوياً.
عدد الركاب (1000راكب) سنوياً.
عدد السائحين (3000 سائح) سنوياً.

## خصائص ملاحية
أ‌- الممرات الملاحية:
- طول الممر 10.433 ميل بحري.

- العرض 200 متر.

- العمق 10 متر

ب‌- دائرة الدوران:
- قطر400 متر.

- عمق10 متر.

ت‌- منطقة الاقتراب
- المنطقة الأولى تقع على جانبي أول بوجه دليل للدخول إلى القناة الملاحية (F.W.B) مخصصة للسفن ذات الغاطس الكبير.

- المنطقة الثانية تقع شمال شرق القناة الملاحية.

ث‌- الإرشاد
- اجباري من المنطقة الخاصة للانتظار للمرشدين حتى الميناء والعكس

ج‌- أكبر سفينة يمكن استقبالها
- سفينة ذات حمولة (31000) طن.

- غاطس (9.75متر).

- طول (200متر).

ح‌- ساعات العمل: 24 ساعة.

## تجهيزات ميناء الحديدة

### الأرصفة
- بلغ عدد الأرصفة ثمانية أرصفة بطول إجمالي (1461متر) إضافة إلى رصيفين بطول 250 متر في حوض الميناء مخصصة لتفريغ ناقلات البترول والمشتقات النفطية الأخرى.
- ويبلغ غاطس هذه الأرصفة 10 متر في حالة الجزر الأدنى.
- المستودعات والمخازن المسقوفة

- يوجد بالميناء 12 مستودعا بمساحة إجمالية 37.230م2 وبحجم 260.820م2 وهي مخصصة لتخزين وحفظ البضائع المختلفة وبالتحديد تلك البضائع التي لا تتحمل حرارة الشمس والرطوبة.
- الساحات المكشوفة ((مسفلته وممهدة))

- ويوجد بالميناء عدد من الساحات الخرسانية المسفلتة بمساحة إجمالية 120.000م2 مخصصة لرص وتشوين الحاويات بمختلف أحجامها.
- كما يوجد عدد آخر من الساحات الممهدة عن طريق الدك والردم بمساحة إجمالية (1.635.404م2) مخصصة لتشوين البضائع المختلفة والمتنوعة من خشب وحديد وسيارات كما يوجد ساحة مخصصة للمواد الخطرة.

### العائمات البحرية (اللنشات)
يمتلك ميناء الحديدة خمسة عشر لنشاً بحرياً بمواصفات ومقاييس مختلفة ومتنوعة لغرض الإنقاذ البحري والقطر والإرشاد والمناورات ومواصفاتها كما يلي:-
| المواصفات      | العدد |
| بقوة 6600 حصان | 1     |
| بقوة 3500 حصان | 1     |
| بقوة 2500 حصان | 3     |
| بقوة 1800 حصان | 3     |
| بقوة 1500 حصان | 2     |
| بقوة 1100 حصان | 1     |
| بقوة 750 حصان  | 4     |
| الإجمالي       | 15    |

كما يمتلك الميناء كرين عائم بقوة رفع 75 طن، وحفار بقوة 700 حصان يعمل بصورة دائمة على صيانة وتنظيف الأعماق في القناة الملاحية وحوض الاستدارة.

### معدات وآليات المناولة الأرضية
أولاً:- الآليات والمعدات التابعة لإدارة محطة الحاويات...
- اهتمت المؤسسة ومنذ وقت مبكر بعملية تداول الحاويات، وقد عملت وما تزال تعمل على توسعته وتطويره وتحديثه مواكبة مع ما تفرضه الزيادة المستمرة والنمو المضطرد لأعداد الحاويات الواصلة سنوياً – حيث خصصت رصيفين بطول 500 متر لاستقبال سفن الحاويات وتم تزويد المحطة بعدد من الآليات والمعدات المختلفة بالآتي:
| المواصفات         | النوع                               | العدد |
| 30.5 كن لكل رافعة | رافعات جسرية "كرينات حاويات عملاقة" | 2     |
| 40 طن لكل رافعة   | رافعات جسرية "كرينات حاويات عملاقة" | 2     |
| 45 طن             | رافعة كماشة                         | 1     |
| 40 طن لكل رافعة   | رافعة كماشة                         | 2     |
| 25 طن لكل رافعة   | رافعات شوكية                        | 2     |
| 10 طن لكل رافعة   | رافعات شوكية                        | 2     |
| 40 طن لكل حاضنة   | حاضنات                              | 10    |
| --                | روس قاطرات                          | 9     |
| --                | عربات مقطورة                        | 17    |

ثانيا:-الآليات والمعدات التابعة لإدارة الشحن والتفريغ..
| المواصفات            | النوع                            | العدد |
| من 5-10 طن لكل كرين  | كرينات ثابتة                     | 7     |
| من 25-30 طن لكل كرين | كرينات متحركة                    | 6     |
| 5 طن                 | رافعة شوكية                      | 1     |
| 3 طن                 | رافعة شوكية خاصة بالمستودع العام | 1     |
| حمولة 100 طن         | ميزان للشاحنات حمولة             | 1     |

## المنشآت الخدمية داخل الميناء
• منزلق لصيانة العائمات البحرية واللنشات التي يصل وزنها إلى 500 طن مجهز بورشة صيانة متكاملة.
• ورشة صيانة جوار محطة الحاويات مخصصة لصيانة الآليات والمعدات التابعة للمحطة من حاضنات ورافعات وقاطرات.
• ورشة فنية متكاملة لتغطية أعمال صيانة الآليات والمعدات الأخرى
• ورشة نجارة مجهزة بأحدث المعدات لتغطية كافة أعمال النجارة..
• محطة كهربائية متكاملة مزودة بعدد ستة مولدات كهربائية تبلغ طاقتها الكهربائية القصوى 9.7 ميجاوات.
• مركز إطفاء يحتوي على عدد كافي من عربات الإطفاء الحديثة والعمل على مدار 24 ساعة وتغطي خدماته مدينة الحديدة وضواحيها.
• مركز طبي حديث مجهز بأحدث المعدات والمستلزمات الطبية وبكوادر محلية وأجنبية متخصصة لاستقبال الحالات المرضية القادمة من عرض البحر إضافة إلى خدمة موظفي وعمال المؤسسة والشركات الملاحية الأخرى ويعمل على مدار 24 ساعة.
• والميناء بالكامل مزوج بأبراج إنارة ليلية ويتوفر به شبكة طرق إسفلتيه داخلية وبوابتان للدخول والخروج.. بوابة خاصة بدخول الأفراد وبوابة أخرى مخصصه للقاطرات والشاحنات.
• وهناك منشآت خدمية أخرى داخل الميناء يوفرها القطاع الخاص متمثلة في:
1. الشركة الوطنية لصوامع الغلال.
2. الشركة الوطنية للمطاحن وصوامع الغلال.
3. شماخ وشركاه لصوامع الغلال.

### الخدمات التي يوفرها ويقدمها الميناء..
- القيام بكافة أعمال القطر والإرشاد والإنقاذ البحري سواءً في القناة الملاحية أو في عرض البحر وذلك من خلال اللنشات المختلفة والمتنوعة التي توفرها الميناء.
- تفريغ وشحن البضائع المختلفة بواسطة الآليات والمعدات التابعة للميناء.
- تموين السفن بالمواد الغذائية والمحروقات والمياه العذبة.
- تخزين وحفظ البضائع في المخازن والمستودعات المسقوفة والساحات.
- صيانة العائمات البحرية التي يصل وزنها إلى 500 طن وذلك من خلال المنزلق الذي يمتلكه المؤسسة والذي سيتم تطويره وتوسعته خلال المستقبل القريب ليتمكن من استيعاب عائمات بحرية تصل إلى 1000 طن..

### البرنامج الإستثماري والمشاريع المزمع تنفيذها خلال الفترة المقبله..
1. تطوير وتوسيع محطة الحاويات وفق دراسة تم الإعداد لها وتنفيذها من قبل خبراء ومتخصصون أجانب تضمنت
- إضافة ثلاثة أرصفة جديدة بطول إجمالي (600) متر. وتزويد هذه الأرصفة بما تحتاجه من آليات ومعدات حديثة «كرينات حاويات حاضنات ورافعات مختلفة – قاطرات ومقطورات».
- تعميق القناة الملاحية وحوض الإستدارة.
- التوسع في الساحات الخرسانية المسفلته والساحات التربية الممهدة.
2. تصنيع واستيراد عائمات بحرية جديدة «لنشات»
3. توسيع المنزلق لاستيعاب عائمات بحرية تصل إلى 1000طن
4. تحديث وتطوير الورشة الفنية وورش الصيانة
5. توسعة محطة الكهرباء بما يلبي الطلب المتزايد على الطاقة الكهربائية.
6. إنشاء منظومة رقابة إلكترونية لموانئ المؤسسة.
7. مشاريع إنشائية وخدمية أخرى.